# Irische Familiennamen
Irische Familiennamen sind die Familiennamen von Familien, die zumindest in größeren Teilen längere Zeit auf der irischen Insel ansässig waren.

## Herkunft
Die in Irland ansässigen Familien können ihrer Herkunft nach grob in vier Gruppen eingeteilt werden. Diese Unterteilung hatte lange Zeit eine hohe kulturelle und zum Teil auch rechtliche Bedeutung. Heute ist sie eher von historischer oder familienhistorischer Bedeutung, da es immer einen hohen Grad an Vermischung der Gruppen gab und in Irland zu keiner Zeit „ethnisch sauber getrennte“ Gruppen lebten.
- Familien, deren Vorfahren bereits vor der normannischen Eroberung in Irland ansässig waren (Gaelic). In dieser Gruppe sind die assimilierten Wikinger größtenteils aufgegangen
- Familien, die nach der normannischen Eroberung 1169/71 ins Land kamen und später den alten irischen Familien kulturell und rechtlich weitgehend gleichstanden (Cambro- und Anglo-Norman oder Old(e) English)
- Familien, die ab dem 16. Jahrhundert meist im Zuge von Plantations aus England oder Schottland ins Land kamen (English, Scots)
- Familien, die zu verschiedenen Zeiten aus anderen Ländern eingewandert sind, vor allem aus Wales, Flandern und Spanien, auch Sinti und Roma (weitere)

## Familiennamen
Den Namen vieler irischer Familien sind mindestens seit dem Mittelalter traditionell die Präfixe Ó oder Mac vorangestellt. Beide Präfixe beziehen sich auf historische oder legendäre Stammväter, anders als in anderen Sprachen nicht auf den leiblichen Vater. Es sind also keine Patronyme.
Dabei bezeichnet Ó (auch Ua) den „Enkel“ und Mac bis ins heutige Irisch den „Sohn“. Das Muster lautet demnach „Sohn/Enkel des …“, z. B. Ó Briain „Enkel des Brian“. Briain ist der Genitiv von Brian.
Die weiblichen Entsprechungen der Präfixe lauten Ní (zu Ó) und Nic (zu Mac). Diese Vorsilben verändern den Anlaut des folgenden Namens: Ní Bhriain (siehe Anlautmutation). Diese Präfixe werden nur für Geburtsnamen gebraucht, nach der Heirat übernimmt die Frau den Namen des Mannes in der Form „Frau des Sohnes des …“, z. B. Máire Bean Uí Bhriain, „Máire Frau des Enkels des Brian“. Die gesamte Familie wird mit Uí bezeichnet (Uí Briain), jedoch ist Uí auch der Genitiv von Ó (wie im Beispiel davor Uí Bhriain).
Vor allem im Spätmittelalter haben viele normannische Familien ihre Namen dem Englisch in Irland angepasst („hibernisiert“). Ein typisches Beispiel ist Mac Gearailt, „Sohn des Geralt“, auch in der Form Fitzgerald, aus lexikalischer Sicht franko-normannisch („fitz“ von französisch fils, „Sohn“), formal ein „normaler“ irischer Name. Andererseits haben einige einheimische Familien und Familienzweige die Präfixe abgelegt, um sich kulturell zu assimilieren. Zur Zeit der so genannten Irish Renaissance Ende des 19. und Anfang des 20. Jahrhunderts fügten manche Familien die Präfixe wieder an, schrieben ihre Namen in irischer Orthographie oder übersetzten die Namen ins Irische.
Die meisten irischen Familiennamen sind international jedoch in ihren anglisierten Fassungen wesentlich bekannter. Beispiele:
- Ó Briain: (O’)Brien, (O’)Brian
- Ó Cinnéide: (O’)Kennedy
- Ó Riagáin: Reagan
- Ó Ceallaigh: (O’)Kelly
- Mac Coisdealbha: Costello
- Mac Suibhne: (Mc)Sweeney

In Schottland ist das Präfix Ó ungebräuchlich, es wird ausschließlich Mac gebraucht. Das vielleicht bekannteste Beispiel ist „McDonald“ bzw. „Macdonald“, von schottisch-gälisch Mac Dhomhnaill, „Sohn des Domhnall/Donald“.
Auch im Walisischen sind Namensbildungen dieser Art gebräuchlich, dort in der Form mab oder map (gekürzt zu ap). Beispiele:
- ap Hywel, anglisiert Powell
- ap Ifan, „Sohn des Ifan“, anglisiert Bevan
- ap Rhys, „Sohn des Rhys“, anglisiert meist Rice, Price oder Pryce

## Bekannte Familiennamen

### Irisch-Gälisch
- Mac Dubh(aigh) ((Mac) Duffy, O’Duffy, McDuff usw.): Sohn des Schwarz(haarig)en
- Mac Guaire, ursprünglich Cineal Guaire (Dwyer, McGyver, Maguire): eine Familie, die sich auf eine der wenigen Personen im irischen Frühmittelalter zurückführt, die sowohl in der Dichtung auftaucht als auch historisch belegt ist, Guaire Aidne, König der Uí Fiachrach in Connacht, gestorben 663 n. Chr.
- Uí Briain (O’Brian, O’Brynn): im Mittelalter mächtigste Familie im Westen des Landes
- Uí Murchadhadh, Uí Murchú (Murphy): heute häufigster Familienname in Dublin
- Uí Néill (O’Neill, O’Niall): im Mittelalter mächtigste Familie im Norden des Landes
- Uí Rathaille (O’Reilly)
- Uí Ceallaigh (O’Kelly): zweithäufigster Name in Irland
- Uí Madadhan (O’Madden)
- Uí Neachtáin (O’Naughton)
- Uí Domhnalláin (O’Donnellan)
- Uí Mullally (O’Lally)
- Uí Fallamháin (O’Fallon)

### Anglo- oder Cambro-Normannisch
- de Burca (de Burgh): im Spätmittelalter mächtige Familie im Raum Galway
- Mac Gearailt (Fitzgerald): eine der ersten mit den Normannen ins Land gekommenen Familien
- Col o'Beorth (Colobert): zitiert von Wilhelm dem Eroberer in seinem Domesday Book

### Englisch, Schottisch
- Mac Amhlaoibh, Mac Amhlaidh (Macauley, McCorley usw.): eine Familie von den äußeren Hebriden